# Rumpen
Rumpen (en limbourgeois Rómpe) est un ancien village néerlandais, aujourd'hui le quartier Rumpener Beemden (en limbourgeois Rómpener Bemde), situé dans la commune de Brunssum, dans la province du Limbourg néerlandais. En 2008, le quartier comptait 840 habitants.
L'Allied Joint Force Command Brunssum (JFC-B), l'un des trois commandements de niveaux opérationnels de l'OTAN, est situé juste au sud de Rumpen. 